# پرونده شماره ۱۸/۹
پرونده شماره ۱۸/۹ (به تامیلی: Vazhakku Enn 18/9) فیلمی محصول سال ۲۰۱۲ و به کارگردانی بالاج ساکتیول است. در این فیلم بازیگرانی همچون سری، میتون مورالی، اورمیلا ماهانتا، مانیشا یاداو ایفای نقش کرده‌اند.